# Tecumseh (Nebraska)
Tecumseh – miasto w Stanach Zjednoczonych, w stanie Nebraska, siedziba administracyjna hrabstwa Johnson.